# Pilophora agaricina
Pilophora agaricina är en svampart som beskrevs av Wallr. 1833. Pilophora agaricina ingår i släktet Pilophora och familjen Mucoraceae.   Inga underarter finns listade i Catalogue of Life.